# Wapen van Vuren

Wapen van Vuren

Het wapen van Vuren toont het wapen van de voormalige gemeente Vuren. De gemeente kreeg het wapen verleend bij Koninklijk Besluit op 28 juli 1926. De omschrijving luidt:
"Gedeeld; I in zilver 2 beurtelings gekanteelde dwarsbalken van keel en een merlet van sabel in den rechter bovenhoek, II in keel 2 beurtelings gekanteelde dwarsbalken van zilver."

## Geschiedenis
Het wapen bestaat uit de wapens van de heerlijkheden Vuren (links) en Dalem (rechts). Beide heerlijkheden van bezit van de Van Arkels wiens familiewapen bestaat uit de geanteelde dwarsbalken. De Van Dalems zijn een zijtak van de Van Arkels en voerden hun wapen in gespiegelde kleuren.
Op 1 januari 1986 werd Vuren samen met Asperen, Herwijnen en Heukelum door een gemeentelijke herindeling samengevoegd. Op 3 januari 1987 kreeg deze gemeente de naam Lingewaal. De rechterhelft van Vuren werd overgenomen op de rechterhelft van het wapen van Lingewaal.

## Afbeeldingen

Wapen Van Arkel
Het wapen van Lingewaal

Aalst · 
Ammerzoden · 
Angerlo · 
Appeltern · 
Batenburg · 
Beesd · 
Beltrum · 
Bemmel · 
Bergharen · 
Bergh · 
Beusichem · 
Borculo · 
Brakel · 
Buurmalsen · 
Deil · 
Didam · 
Dinxperlo · 
Dodewaard ·
Doornspijk ·
Dreumel ·
Driel ·
Echteld ·
Eibergen ·
Elst ·
Est en Opijnen ·
Everdingen ·
Ewijk ·
Gameren ·
Geesteren · 
Geldermalsen · 
Gendringen · 
Gendt ·
Groenlo ·
Groesbeek ·  
Haaften ·
Hedel ·
's-Heerenberg ·
Heerewaarden ·
Hemmen ·
Hengelo ·
Herwen en Aerdt ·
Herwijnen ·
Heteren ·
Heukelum ·
Hoevelaken ·
Horssen ·
Huissen ·
Hummelo en Keppel ·
Hurwenen  ·
Kerkwijk ·
Keppel ·
Kesteren ·
Laren · 
Lichtenvoorde ·
Lienden ·
Lingewaal · 
Maurik ·
Millingen aan de Rijn ·
Nederhemert ·
Neede ·
Neerijnen ·
Netterden ·
Niftrik ·
Nijbroek ·
Ophemert ·
Overasselt ·
Pannerden ·
Poederoijen · 
Renkum ·
Rijnwaarden ·
Rossum ·
Ruurlo ·
Steenderen ·
Terborg ·
Twello ·
Ubbergen ·
Valburg ·
Varik ·
Vorden ·
Vuren ·
Waardenburg ·
Wadenoijen ·
Wamel ·
Wehl ·   
Warnsveld ·
Wisch ·
Zeddam ·
Zelhem ·
Zoelen ·
Zuilichem 

Dorps-, heerlijkheids- en stadswapens: 

Acquoy 
· Baak 
· Barlham 
· Bredevoort 
· Doreweerd 
· Elden
· Enspijk 
· Gellicum 
· Groessen 
· Hakfort 
· Hellouw 
· IJzendoorn 
· Kell  
· Lede en Oudewaard 
· Lichtenberg 
· Loil 
· Maasbommel 
· Meijnerswijk 
· Meteren 
· Middagten 
· Rhenoy 
. Rumpt
· Tricht 
· Verwolde 
· Wildenborch